# Monster (Zoë Tauran)
Monster is een lied van de Nederlandse zangeres Zoë Tauran. Het werd in 2023 als single uitgebracht.

## Achtergrond
Monster is geschreven door Zoë Tauran, Carlos Vrolijk en Brahim Fouradi en geproduceerd door Project Money. Het is een nummer dat past in de genres nederpop en moderne r&b. In het lied zingt Tauran over het gevoel dat men heeft wanneer die erachter komt dat zijn of haar partner niet eerlijk tegen hem of haar is. Dit gevoel vergelijkt Tauran met "een monster die in de relatie kruipt". De zangeres gaf aan dat het lied niet gebaseerd is op haar eigen relatiestatus bij uitbrengen van het lied. Het nummer werd op single uitgebracht met een versnelde versie van het lied op de B-kant.

## Hitnoteringen
De zangeres had succes met het lied in de hitlijsten van Nederland.  Het piekte op de zevende plaats van de Nederlandse Single Top 100 en stond dertien weken in deze hitlijst. Het kwam tot de vijftiende positie van de Nederlandse Top 40 en stond zeven weken in deze lijst.